# Ken Alibek
Ken Alibek, de son vrai nom Kanatjan Alibekov (en russe : Канатжан Алибеков, en kazakh : Қанатжан Әлібеков), né en 1950, est un biologiste soviétique puis américain.  

## Biographie
Il est durant plusieurs années le directeur adjoint de Biopreparat, officiellement un service fédéral de recherche pharmaceutique en Union soviétique, mais en réalité une unité responsable du programme de recherche d'armement biologique soviétique. BioPreparat et ses 60 000 employés ont travaillé sur divers agents infectieux comme Ebola, la variole, le typhus, etc. 
Son livre La Guerre des germes édité en France aux Presses de la Cité (ISBN 2-258-05345-5) raconte son histoire. Après la chute de l'URSS, il s'installe aux États-Unis en 1992.